# Program Randolph-Sheppard
Program Randolph-Sheppard (ang. Randolph Sheppard Vending Facility Program) – amerykański program społeczny oparty na ustawie federalnej 20 U.S.C. § 107 (Randolph-Sheppard Act, z późniejszymi zmianami). 

## Geneza
Program jest owocem uchwalonego w 1935 Social Security Act, czyli ustawy, która wprowadzała pierwszy w USA na skalę federalną państwowy fundusz na rehabilitację społeczną i zawodową ludzi z niepełnosprawnościami. Ustawę uchwalono, aby zapewnić osobom niepełnosprawnym opłacalne zatrudnienie, zwiększyć ich możliwości finansowe i zachęcić do samodzielności.

## Historia i ewaluacja
Sam program wprowadzono po uchwale Kongresu w 1936 (zmiany wniesiono w 1954 i 1974). Ma on za zadanie zapewnienie pracy osobom niewidomym przy obsłudze kiosków, punktów sprzedaży i automatów cateringowych stanowiących własność federalną, a zlokalizowanych w barach przekąskowych i kawiarniach funkcjonujących na terenach i w obiektach federalnych. Z czasem program rozszerzono też na wszystkie obiekty publiczne, a więc stanowe i gminne, a także na niektóre prywatne, przy zachowaniu priorytetowości federalnych. Osoby zainteresowane pracą są przyjmowane do specjalnej agencji, przechodzą szkolenie i otrzymują państwową licencję.
W roku 2014, 2108 niewidomych sprzedawców obsługiwało 2389 automatów sprzedażowych znajdujących się w amerykańskich nieruchomościach federalnych i innych. Program wygenerował 693,6 miliona dolarów, a średni zarobek dostawcy wyniósł 59.012 dolarów rocznie. Całkowity dochód brutto w programie w 2015 wyniósł 697 milionów dolarów w porównaniu do 693 milionów dolarów w roku 2014. Łączne przychody wszystkich dostawców w roku 2015 wyniosły 118,2 miliona dolarów.